# Serilingampalle
Serilingampalle là một thành phố và khu đô thị của quận Rangareddi thuộc bang Andhra Pradesh, Ấn Độ.

## Nhân khẩu
Theo điều tra dân số năm 2001 của Ấn Độ, Serilingampalle có dân số 150.525 người. Phái nam chiếm 50% tổng số dân và phái nữ chiếm 50%. Serilingampalle có tỷ lệ 42% biết đọc biết viết, thấp hơn tỷ lệ trung bình toàn quốc là 59,5%: tỷ lệ cho phái nam là 42%, và tỷ lệ cho phái nữ là 41%. Tại Serilingampalle, 11% dân số nhỏ hơn 6 tuổi.